# Alfred Fankhauser
Pour les articles homonymes, voir Fankhauser.
 (avril 2025).
Si vous disposez d'ouvrages ou d'articles de référence ou si vous connaissez des sites web de qualité traitant du thème abordé ici, merci de compléter l'article en donnant les références utiles à sa vérifiabilité et en les liant à la section « Notes et références ».
Alfred Fankhauser, né le 4 novembre 1890 à Gysenstein (de) (qui fait maintenant partie de Konolfingen), et mort le 22 février 1973 à Köniz, est un écrivain suisse, journaliste et astrologue.

## Biographie
Alfred Fankhauser, né le 4 novembre 1890 à Gysenstein, a étudié à l'école normale du Muristalden à Berne. En 1910, il est instituteur à Rothenbaum, un hameau près de Heimiswil. Il étudie à Berne l'histoire et la psychologie et obtient son doctorat en 1920. À partir de 1920, il est critique dramatique de la Berner Tagwacht. En 1925, il se consacre à l'astrologie. Il a écrit des pièces de théâtre telles que Chrützwäg (1917), tentant par ce biais de donner au dialecte bernois un caractère moins anodin. Il était confronté aux critiques de Otto von Greyerz, défenseur du théâtre du Heimatschutz. Otto méprisait également les éléments expressionnistes de ses romans Der Gotteskranke (1921) et Die Brüder der Flamme (1925). Avec Engel und Dämonen (1926), Alfred Fankhauser commence l'écriture d'une série de romans engagés socialement mais sous formes traditionnelles. Il était un farouche opposant au national-socialisme. En 1953, il se tourne vers la peinture.

## Œuvre

### Proses
- Das Urlaubsgesuch. Erzählung vom Schweizer Grenzwachtdienst. Benziger, Einsiedeln 1916
- Peter der Tor und seine Liebe. Delphin, München 1919
- Der Gotteskranke. Roman. Delphin, München 1921
  - Neuausgabe unter dem Titel Dämon des Herzens: Amonesta, Wien o. J. (um 1930)
- Tobias Moor. Satire. Mimosa (= Eigenverlag), Berne 1922
- Madonna. Drei Legenden. Seldwyla, Berne o. J. (1922)
- Von den Werten des Lebens. Essays. Mimosa, Berne o. J. (1922)
- Vorfrühling. Roman. Grethlein & Co., Zürich 1923 (2. A.: Büchergilde Gutenberg, Zürich 1951)
- Die Brüder der Flamme. Grethlein & Co., Zürich 1925 (2. A.: Ex Libris, Zürich 1983; 3. A. mit 12 Holzschnitten von Werner Neuhaus, Suhrkamp, Frankfurt am Main 1990)
- Iwan Petrowitsch. Erzählungen aus den Tagen russischer Not. Vaterländische Verlags- und Kunstanstalt, Berlin 1926
- Die Hand der Mutter. Novelle. Gute Schriften, Basel 1926
- Engel und Dämonen. Eckart, Berlin 1926[2]
- Der Herr der inneren Ringe. Eckart, Berlin 1929
- Eine Mutter sucht ihren Sohn. Erzählung. SJV, Zürich 1932
- Der Messias. Roman. Büchergilde Gutenberg, Zürich 1940
- Von Frühling zu Frühling. Schweizer Druck- und Verlagshaus, Zürich 1944
- Wahlenwart. Büchergilde Gutenberg, Zürich 1944
- Denn sie werden das Erdreich besitzen. Büchergilde Gutenberg, Zürich 1947
- Die Allmend. Büchergilde Gutenberg, Zürich 1952

### Lyrik
- Tag und Nacht. Gedichte, Berne : Mimosa, o. J. (1924)
- Lied und Gleichnis. Gedichte, Berne : Francke, 1948

### Théâtre
- Der Chrützwäg, 1917 (Neubearbeitung: Volksverlag, Elgg 1953)
- Der König dieser Welt. Mimosa, Berne o. J. (1925)
- Völkerfreiheit. Festspiel, 1930
- Der neue Michael Kohlhaas, in: Front der Arbeit spricht, S. 5–22. Sekretariat der Sozialdemokratischen Partei, Berne 1935
- Grauholz und Neuenegg. Dramatische Szene, 1940
- E Schatte fallt, es Liecht geit uf, 1946
- Vo wyt här, 1949
- Gsuecht wird: e Maa, Ein heiteres Spiel mit ernstem Grund, 1952
- Wär isch der Sünder?, 1954
- Gottesgab, 1954
- Salomo vo Blindebach, 1956

### Astrologie
- Astrologie als kosmische Psychologie. Pestalozzi-Fellenberg-Haus, Berne 1927
- Das wahre Gesicht der Astrologie. Orell Füssli, Zürich 1932 (2. A. 1943; 3. A. 1952; 4. A. 1980)
- Magie. Versuch einer astrologischen Lebensdeutung. Orell Füssli, Zürich 1934 (NA: Diederichs, München 1990)
- Horoskopie. Orell Füssli, Zürich 1939 (2. A. 1946; 3. A. 1959; 4. A. 1985)